# Lola Fae
Lola Fae (Fort Lauderdale, Florida; 13 de mayo de 1996) es una actriz pornográfica y modelo erótica estadounidense.

## Biografía
Nació y se crio en Fort Lauderdale, en el condado de Broward de Florida. Obtuvo el grado de asociado en Artes, con la intención de profundizar en sus estudios de Ilustración y Bellas Artes, para más tarde cambiarse a la rama de seguridad bioambiental. Comenzó como modelo a los 16 años; más adelante, ya con 18 años, tomó sus primeros trabajos en el modelaje erótico.
Inició su carrera en la industria en Florida en diciembre de 2016, con 20 años, grabando su primera escena en la primavera de 2017 para el portal Reality Kings. Como actriz ha desarrollado su carrera con otros estudios como Evil Angel, Girlfriends Films, Burning Angel, Bangbros, Zero Tolerance, Devil's Film, Mofos, Kink.com, Jules Jordan Video o Pure Taboo, entre otros.
También ha desarrollado su carrera como modelo de bondage, en temática BDSM y estilo kinbaku, así como de dominatrix.
En 2019 recibió sus primeras nominaciones en el circuito profesional de premios de la industria, tanto en los Premios AVN como los XBIZ en la categoría de Mejor escena de sexo en realidad virtual, las dos por VRB World Cup 2018.
En 2020 volvió a estar nominada en los Premios AVN en las categorías de Mejor escena de blowbang por Lola Fae's First Blowbang – As Above, So Below, por la Mejor escena escandalosa de sexo por Analmals 3, y en la Mejor escena de sexo anal con Fucked Up Anal Fantasies. Así mismo, en los Premios XBIZ recibió otra nominación a la Mejor escena de sexo en película parodia por Pistol Whipped.
Ha rodado más de 280 películas como actriz.

## Premios y nominaciones
| Año  | Ceremonia         | Resultado | Premio                                            | Trabajo                                        |
| ---- | ----------------- | --------- | ------------------------------------------------- | ---------------------------------------------- |
| 2019 | Premios AVN       | Nominada  | Mejor escena de sexo en realidad virtual          | VRB World Cup 2018                             |
| 2019 | Premios AVN       | Nominada  | Premio fan: Clip Star favorita                    | —                                              |
| 2019 | Inked Awards      | Nominada  | Estrella del año                                  | —                                              |
| 2019 | Inked Awards      | Nominada  | Mejor escena lésbica                              | Bad Lesbian 10                                 |
| 2019 | Spank Bank Awards | Nominada  | Airtight Angel of the Year                        | —                                              |
| 2019 | Spank Bank Awards | Ganadora  | Empress of Nipple Paradise                        | —                                              |
| 2019 | Spank Bank Awards | Nominada  | Fun Sized                                         | —                                              |
| 2019 | Spank Bank Awards | Nominada  | Most Enthusiastic Fuck Bunny                      | —                                              |
| 2019 | Premios XBIZ      | Nominada  | Mejor escena de sexo en realidad virtual          | VRB World Cup 2018                             |
| 2019 | Premios XCritic   | Nominada  | Estrella subestimada                              | —                                              |
| 2020 | Premios AVN       | Nominada  | Mejor escena de blowbang                          | Lola Fae's First Blowbang – As Above, So Below |
| 2020 | Premios AVN       | Nominada  | Mejor escena escandalosa de sexo                  | Analmals 3                                     |
| 2020 | Premios AVN       | Nominada  | Mejor escena de sexo anal                         | Fucked Up Anal Fantasies                       |
| 2020 | Premios AVN       | Nominada  | Premio fan: Actriz pornográfica favorita          | —                                              |
| 2020 | Premios XBIZ      | Nominada  | Mejor escena de sexo en película parodia          | Pistol Whipped                                 |
| 2023 | Premios AVN       | Nominada  | Mejor actuación dramática en película transexual  | Bridal Reservations                            |
| 2023 | Premios AVN       | Nominada  | Mejor escena de sexo en realidad virtual          | In Space No One Can Hear You Cream             |
| 2023 | Premios AVN       | Nominada  | Mejor escena de sexo con transexual               | Bridal Reservations                            |
| 2023 | Premios XBIZ      | Nominada  | Mejor escena de sexo en realidad virtual          | In Space No One Can Hear You Cream             |
| 2025 | Premios AVN       | Ganadora  | Mejor escena de sexo en grupo en realidad virtual | Goth Girls: Tea Party                          |